# 非洲地鸫属
非洲地鸫属（学名：Psophocichla）是鸫科下的一个属。

## 下属物种
本属包括以下物种：
- 非洲地鸫 Psophocichla litsitsirupa (A.Smith, 1836)
- Psophocichla simensis (Rüppell, 1840)